# Aldo Patriciello
Aldo Patriciello (ur. 27 września 1957 w Venafro) – włoski polityk i samorządowiec, poseł do Parlamentu Europejskiego VI, VII, VIII, IX i X kadencji.

## Życiorys
Posiada wykształcenie średnie zawodowe, w 1976 uzyskał dyplom geometry. Od połowy lat 70. związany z Chrześcijańską Demokracją. Został wkrótce członkiem kierownictwa regionalnej organizacji młodzieżowej. W latach 1983–1995 wchodził w skład zarządu gminy Venafro. Był też radnym regionu administracyjnego Molise, asesorem m.in. odpowiedzialnym za budżet regionu oraz wiceprzewodniczącym zarządu regionalnego.
Po rozwiązaniu chadecji działał we Włoskiej Partii Ludowej i Demokracji Europejskiej, a od 2002 w Unii Chrześcijańskich Demokratów i Centrum.
W 2004 bez powodzenia kandydował do Parlamentu Europejskiego z listy UDC. Mandat europosła objął w 2006 w miejsce innego z chadeków, wybranego do krajowej Izby Deputowanych. Został wkrótce ostatecznie skazany za nielegalne finansowanie. Wymierzono mu wówczas karę czterech miesięcy pozbawienia wolności za bezprawne wspieranie kampanii wyborczej jednego z kandydatów na początku lat 90.
W 2008 poparł postulat współpracy UDC z innymi ugrupowaniami skupionymi wokół Silvia Berlusconiego. Wkrótce opuścił dotychczasową partię, przechodząc do Forza Italia i wraz z FI do Ludu Wolności. W wyborach w 2009 po raz kolejny został europosłem. Zasiadł w grupie Europejskiej Partii Ludowej, Komisji Przemysłu, Badań Naukowych i Energii oraz Komisji Kontroli Budżetowej. Po faktycznym rozwiązaniu PdL został członkiem reaktywowanej partii Forza Italia. W 2014 i 2019 uzyskiwał europarlamentarną reelekcję. W grudniu 2023 zrezygnował z członkostwa w FI. W 2024 związał się ze środowiskiem politycznym Ligi. W tym samym roku z jej ramienia utrzymał mandat europosła na kolejną kadencję (gdy Roberto Vannacci zdecydował się objąć go z innego okręgu).